# Pirata niokolona
Pirata niokolona este o specie de păianjeni din genul Pirata, familia Lycosidae, descrisă de Roewer, 1961.
Este endemică în Senegal. Conform Catalogue of Life specia Pirata niokolona nu are subspecii cunoscute.